# Sébastien Ndzana Kana
Sébastien Ndzana Kana (Yaundé, Camerún, 18 de noviembre de 1983) es un futbolista camerunés. Juega de defensa y su actual equipo es el Union Douala de Camerún. 

## Trayectoria
Su primer club fue el Mount Cameroon donde debutó en el año 2000.

## Selección nacional
Ha sido internacional con la selección de fútbol de Camerún en 2004 y 2005.

## Clubes
| Club              | País    | Año         |
| ----------------- | ------- | ----------- |
| Mount Cameroon FC | Camerún | 2000        |
| Canon Yaoundé     | Camerún | 2000 - 2002 |
| Cotonsport Garoua | Camerún | 2002 - 2013 |
| Union Douala      | Camerún | 2013 -      |